# Résolution 75 du Conseil de sécurité des Nations unies
Membres permanents
- Chine
- États-Unis
- France
- Royaume-Uni
- URSS

Membres non permanents
- Argentine
- Canada
- Cuba
- Égypte
- Norvège
- RSS d'Ukraine

Résolution no 74 Résolution no 76
La résolution 75 du Conseil de sécurité des Nations unies  est une résolution du Conseil de sécurité des Nations unies adoptée le 27 septembre 1949.
Cette résolution, la neuvième de l'année 1949, relative aux frais de voyage et indemnités de subsistance des représentants suppléants à certaines commissions du Conseil de sécurité, affirme la nécessité pour les représentants des états membres participant à des commissions d'enquête ou de conciliation, et donc la justification de leur défraiement.
La résolution a été adoptée par 7 voix pour.
La république socialiste soviétique d'Ukraine a voté contre.
Les abstentions sont celles de Cuba, de l'Égypte et le l'Union des républiques socialistes soviétiques.

## Texte
- Résolution 75 sur fr.wikisource.org
- Résolution 75 sur en.wikisource.org